# Gilberto Gerali
Gilberto Gerali (Parma, 12 marzo 1961) è un ex giocatore di baseball e allenatore di baseball italiano.

## Biografia
Gilberto "Gibo" Gerali ha ereditato la passione per il baseball dal padre Sante. Anche altri componenti della famiglia sono giocatori di baseball, come il fratello Michele e il figlio Guido.

## Carriera

### Giocatore
È cresciuto in varie squadre emiliane, tra cui Astra, Parma BC, Crocetta, Reggio Emilia, Collecchio.
Nel corso della sua carriera da giocatore è stato schierato prevalentemente nel ruolo di lanciatore, ma talvolta anche da prima base.
Tra il 1985 e il 1988 ha collezionato 44 presenze nella massima serie, di cui 33 giocate proprio da lanciatore.

### Allenatore
Nel 1989 ha iniziato la prima esperienza da manager, conquistando due promozioni in tre anni che hanno portato Collecchio dalla Serie B alla A1.
Nel 1993 è entrato nello staff del Parma Baseball con il ruolo di general manager. Nel 1996 ha assunto la guida tecnica della squadra, arrivando fino alle finali scudetto di quell'anno perse in gara6 contro Nettuno.
Ha poi iniziato una lunga parentesi come manager di Reggio Emilia, durata dal 1998 al 2006. Durante questo periodo ha condotto la squadra a due promozioni in Serie A1, rispettivamente nel 2002 e nel 2004, inframezzate da una retrocessione. Nel 2005 ha ottenuto la salvezza sul campo, ma il club ha rinunciato alla A1, ripartendo dalla A2 a seguito di uno scambio di diritti.
Nel frattempo Gerali aveva anche iniziato l'attività di scout per l'Europa per i Colorado Rockies, incarico mantenuto dal 2005 al 2009.
Gerali è tornato alle redini del Parma Baseball nel 2007. Tre anni più tardi ha vinto l'Italian Baseball League 2010 al termine di una combattuta serie finale contro Bologna, in quello che è stato il decimo scudetto della formazione gialloblu. La vittoria in campionato ha consentito a Parma di partecipare alla Coppa Europa dell'anno successivo, conclusa con una sconfitta in finale contro San Marino. Intanto Gerali aveva anche ricoperto il ruolo di bench coach della nazionale italiana a partire dal Mondiale 2007 fino all'Europeo 2010 vinto proprio dagli azzurri.
Terminata la stagione 2012, Gerali ha lasciato la guida del Parma. È tornato ad essere manager del club emiliano a partire dal campionato 2015. Durante questi due anni, aveva fatto comunque parte dello staff della Nazionale maggiore del CT Marco Mazzieri. Sempre nel 2015 ha guidato la selezione europea alle Asian Winter Series.
Il 26 aprile 2017 è stato ufficialmente nominato come nuovo manager della Nazionale italiana, sostituendo il dimissionario Marco Mazzieri. Dopo aver conquistato la medaglia d'argento all'Europeo 2019, nel settembre 2019 si è dimesso a seguito del mancato raggiungimento della qualificazione alle Olimpiadi di Tokyo 2020 tramite il torneo Pre-Olimpico di Bologna e Parma.
A partire dalla stagione 2024 è diventato manager della Crocetta Parma, società militante in Serie A.

## Palmarès

### Giocatore
- Coppe dei Campioni: 2

Parma: 1986, 1987

### Allenatore
- Campionati italiani: 1

Parma: 2010
- Coppe Italia: 1

Parma: 1996